# Vila Flores
Vila Flores là một đô thị thuộc bang Rio Grande do Sul, Brasil. Đô thị này có diện tích 107,815 km², dân số năm 2007 là 3169 người, mật độ 29,39 người/km².